# Симфония от псалми
„Симфония от псалми“ е хорална симфония на живеещия в изгнание руски композитор Игор Стравински от 1930 година.
Тя е най-известното религиозно произведение на композитора, като трите ѝ части са по латинските текстове от Вулгата, съответно на 38-и, 39-и и 150-и псалм от Псалтира. Написана по поръчка на Сергей Кусевицки за 50-годишния юбилей на Бостънския симфоничен оркестър, тя е представена за пръв път пред публика на 13 декември 1930 година в Брюксел в изпълнение на оркестър на Брюкселската филхармония под диригентството на Ернест Ансерме.